# Citronella megaphylla
Citronella megaphylla är en järneksväxtart som först beskrevs av John Miers, och fick sitt nu gällande namn av Howard. Citronella megaphylla ingår i släktet Citronella och familjen Cardiopteridaceae. Inga underarter finns listade i Catalogue of Life.